# Lunch Garden
Lunch Garden est une chaîne de restauration belge en libre-service. La chaîne compte 41 restaurants dans le pays, la plupart sont historiquement adossés aux magasins Carrefour, anciennement Maxi GB et Sarma.

## Concept
Les restaurants sont ouverts tous les jours, travaillent avec des menus de saison, proposent des repas chauds et froids et permettent d'emporter de la nourriture.

## Historique

Ancien logo de l'enseigne Lunch Garden

- 1966 : Création sous le nom de « Resto GB » par le groupe Groupe GIB.
- Décembre 1993 : à la suite de la fusion en 1987 du Groupe GIB et du Groupe Sarma-Nopri, GIB décide de rassembler les Resto GB avec les restaurants de Sarma sous une même enseigne : « Lunch Garden »[1].
- 2002 : Lunch Garden est revendu au groupe Carestel (nl).
- 2004 : la chaîne est revendue à un groupe de quatre investisseurs belges dont Grégoire de Spoelberch et Thibaut van Hövell[2].
- 2009 : Les fonds d'investissement H2 Equity Partners (51%) et Kebek Private Equity (ex-KBC, 25%) entrent dans l'actionnariat de Lunch Garden aux côtés de Solferino Holding (Grégoire de Spoelberch et Thibaut van Hövell)[3],[4].
- 2015 : la chaîne est rachetée par le fonds d'investissement britannique Bregal Freshstream détenu par la famille Brenninkmeijer propriétaire notamment de la chaîne de vêtement C&A[5],[3],[6].
- 2025: Les fermetures obligatoires lors de la pandémie de corona vers 2020 ont plongé Lunch Garden dans des difficultés financières dont il ne s'est jamais remis. Le 20 janvier 2025, la chaîne dépose le bilan, mais se relance deux jours plus tard grâce à une reprise partielle par le fonds d'investissement anversois CIM Capital. 41 de ses 62 restaurants restent ouverts et 430 des quelque 800 employés restent en poste[7].